# Michele Conti
Michele Conti (n. 3 martie 1970, Pisa, Toscana, Italia) este un politician italian.